# Interferens (vågrörelse)

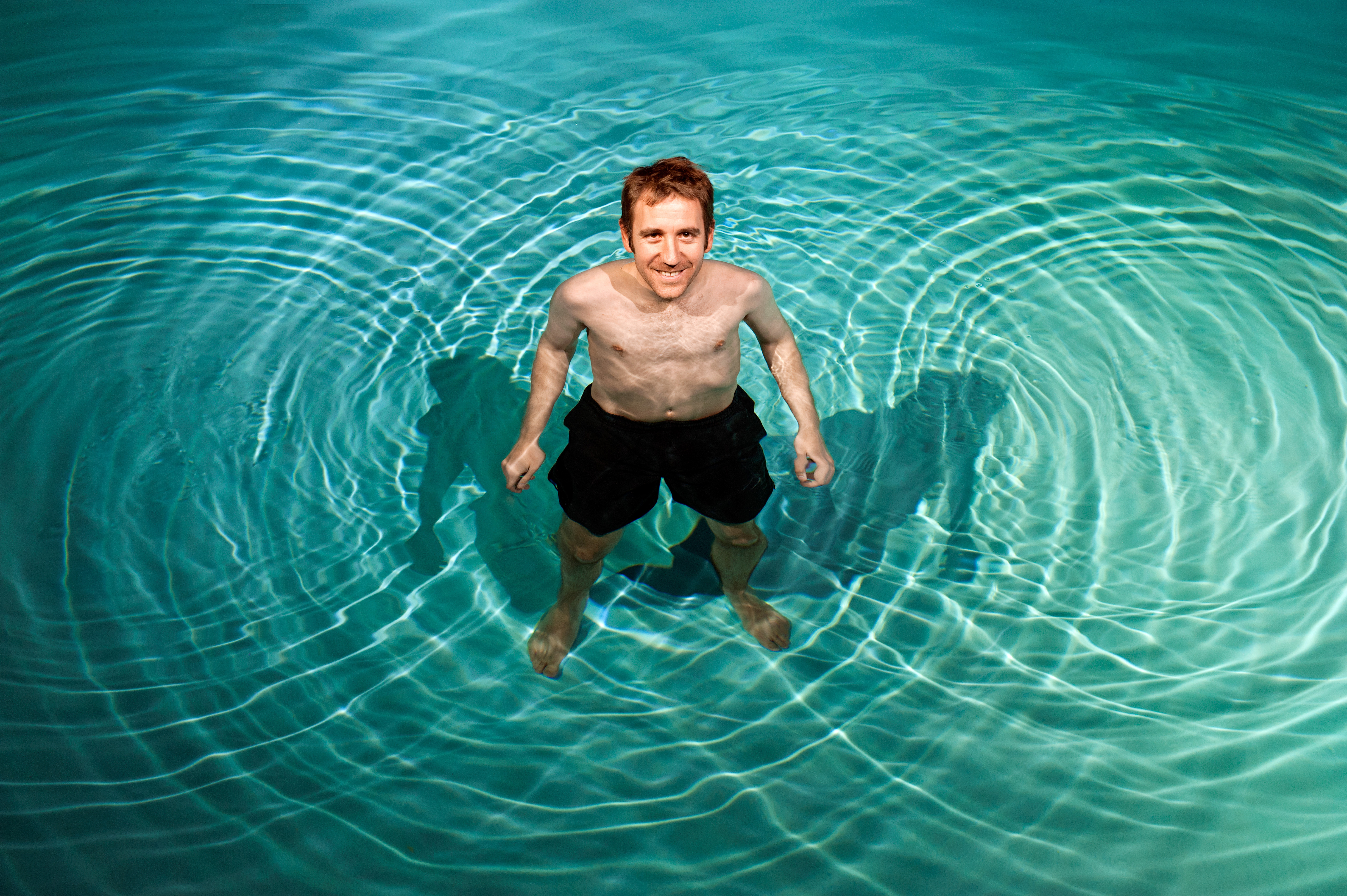
Vågor som interfererar med varandra i en simbassäng

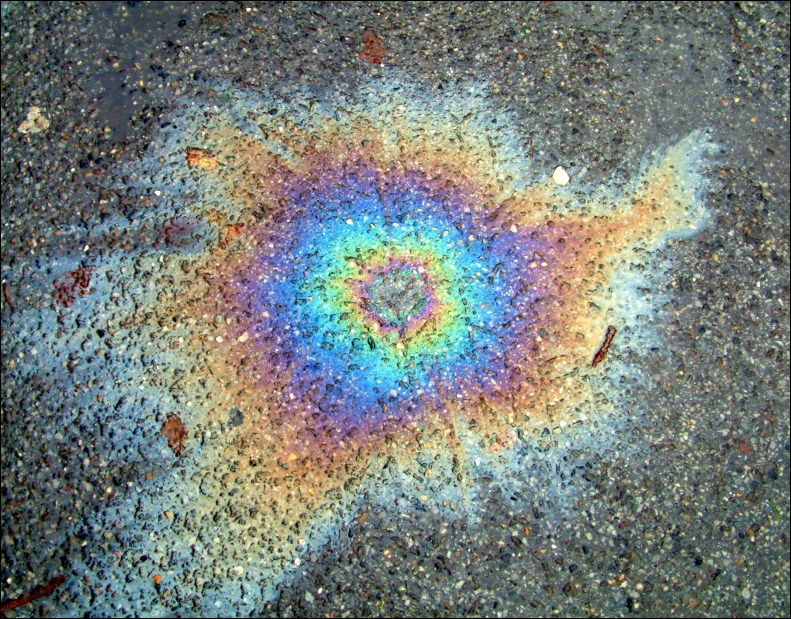
Interferensfärger i olja på våt asfalt.

Med interferens menas att överlagring (superposition) av två eller flera vågor inte alltid ger en summa av intensiteterna. Istället kan vågor både förstärka eller släcka ut varandra eller ge svävningar. När denna överlagring sker i vissa punkter i rummet och vid vissa tider skapas ett nytt vågmönster. Sådana mönster är särskilt intressanta om de är stabila, det vill säga tidsoberoende. Detta sker till exempel om man sänder plana vågor mot två smala springor (dubbelspalt). Oftast (men inte alltid) är överlagringen linjär, det vill säga totalutslaget är en direkt summa av komponentvågornas utslag (som kan vara positivt eller negativt mot viloläget).

## Grundläggande principer
Principen om superposition av vågor innebär att när två vågor är representerade i samma punkt, så blir den sammanlagda (superponerade) avvikelsen i denna punkt lika med summan av respektive vågs avvikelse för denna punkt. Om en vågtopp möter en annan vågtopp med samma frekvens och på samma punkt, då blir magnituden av avvikelsen summan av vågornas magnituder. Detta kallas positiv interferens. Om toppen av en våg möter en annan vågs vågdal så blir den resulterande avvikelsen lika med skillnaden mellan vågornas magnituder. Detta kallas negativ interferens.  
| Resulterande våg |                     |                     |
| Våg              |                     |                     |
| Våg 2            |                     |                     |
|                  | Positiv interferens | Negativ interferens |

Positiv interferens inträffar när fas-skillnaden mellan vågorna är en multipel av 2π, medan negativ interferens inträffar när fas-skillnaden är en udda multipel av π. Om fas-skillnaden är en annan vinkel än någon av dessa så blir den summerade avvikelsen ett värde som är mellan min- och max-värdena.

## Optik
Inom optiken, där det är fråga om ljusvågor (eller allmänt elektromagnetiska vågor), måste man ta hänsyn till vågornas polarisation för att kunna beskriva interferens korrekt. Elektromagnetiska vågor beskrivs som transversella vågor där den elektriska och den magnetiska fältvektorerna oscillerar vinkelrätt mot vågens utbredningsriktning. I punkter där två vågor interfererar sätts deras fältvektorer ihop till en resulterande vektor för att erhålla den resulterande vektor som då kan peka i en helt annan riktning i rummet. Ett sätt att bedöma våglängden på ljus är att belysa en enkelspalt eller ett gitter och på så sätt få fram ett interferensmönster där våglängden kan avläsas.

## Biologi
Hos vissa fåglar med blå färgtoner, exempelvis blåskrika och påfågel, härrör färgningen inte från pigment, utan uppstår på genom interferens orsakad av den inre strukturen i fjädrarna.[källa behövs] Om en blå fjäder krossas försvinner det blå, eftersom fjäderns struktur är förstörd.